# Mazzuola

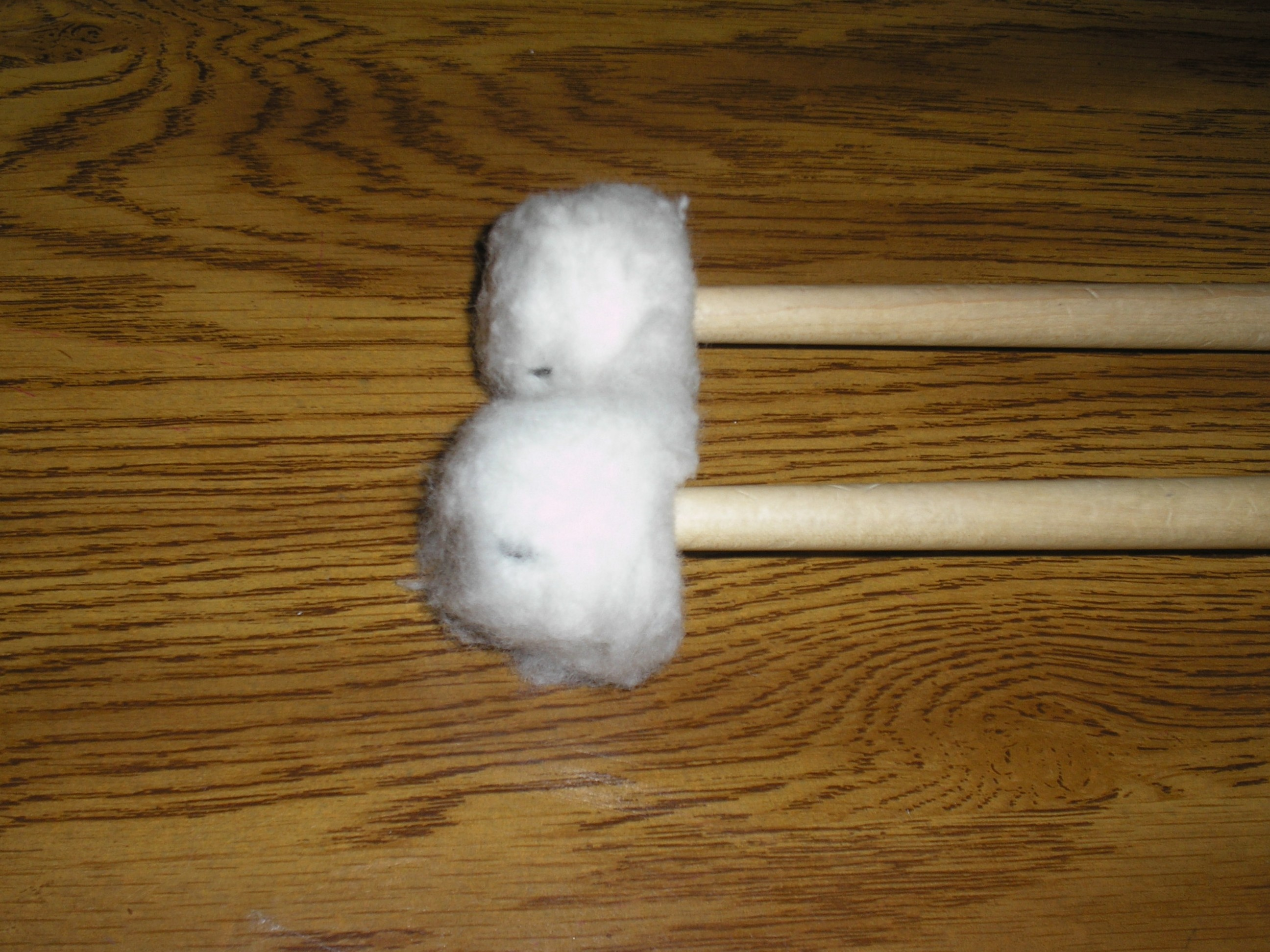
Paio di mazzuole

La mazzuola (in inglese mallet o hammer, martello) è un tipo di battente utilizzato per suonare gli strumenti a percussione.

## Descrizione
Le mazzuole sono costituite da bacchette di materiale duro, solitamente legno, con una testa di dimensioni, forma e materiale variabili (come legno o gomma), che a sua volta può essere ricoperta da altri materiali più morbidi, come il feltro; alle diverse tipologie di strumento possono essere quindi conferite durezze, pesi ed equilibri peculiari.
Le mazzuole possono essere utilizzate, soprattutto nelle orchestre, per suonare sia gli idiofoni a membrana, come i timpani, che quelli a percussione diretta, come lo xilofono; sono anche sfruttate in alcuni strumenti tipici dell'America meridionale. Da un solo strumentista possono essere utilizzate anche quattro o sei mazzuole contemporaneamente, due o tre per mano.
Nelle formazioni di musica moderna e jazz, vengono non di rado utilizzati dai batteristi per creare dei crescendo con i piatti, oppure per ottenere particolari sonorità o effetti percussivi utilizzandoli sui vari elementi del drumkit.